# کوجاجیک

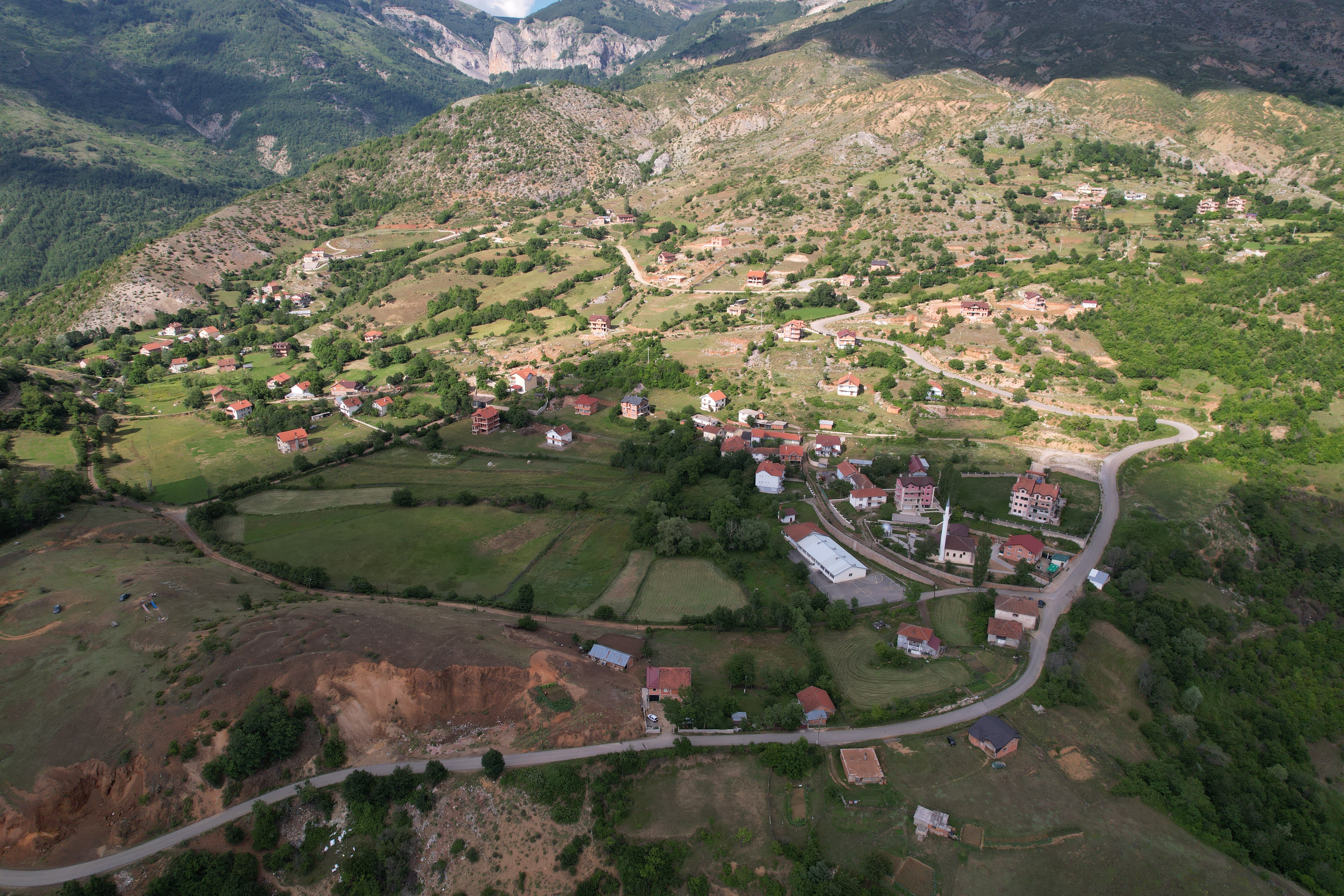

کوجاجیک (زبان مقدونی: Коџаџик) شهری از توابع جوپا مرکزی که در نزدیکی دبری، کشور مقدونیه قرار دارد. به علت اینکه شهر علیرضا افندی پدر مصطفی کمال آتاترک بوده مشهور شده. کوجاجیک زادگاه حافظ احمد سرخ افندی پدر علیرضا افندی می‌باشد.

## تاریخچه
شهری است که در دوران عثمانی از توابع بندر دبری بالا بود.

## اقوام کوجاجیک
اقوام کوجاجیک از ترکمن‌های "اوغوز سرخ" هستند که قبلاً از آسیای میانه به منطقه آیدین ترکیه مهاجرت کرده و در آن منطفه ساکن شده بودند. حافظ احمد افندی پدریزرگ آتاترک و حافظ محمد افندی عموی ایشان لقب سرخ را از اینجا به عاریه گرفته‌اند.
بخش نُواک در همسایگی کوجاجیک با ۳۲۰ خانوار و ۱۵۰۰ نفر جمعیت یک بخش ترک‌نشین است. جمعیت کوجاجیک به علت مهاجرت‌های پی در پی به مفدار زیادی کم شده. در حال حاضر بخش کم جمعیت کوجاجیک با کمک‌های بخش نواک سرپا ایستاده. امروزه بیش از ۸۰٪ جمعیت کوجاجیک از ترک‌های مهاجر از بخش نواک تشکیل می‌شود.